# M/S Nora
M/S Nora, färja 310, är en av Trafikverket Färjerederiets färjor. M/S Nora byggdes på Åsiverken i Åmål och levererades 1979 för att sättas in på leden mellan Fårösund och Broa på Fårö. Hon byggdes om 2000 på Tenö varv i Vaxholm.
Den gick sedan mellan 2014 och 2021 på färjeleden mellan Skenäs och Säter.
2021 flyttades hon till Hemsöleden som reservfärja när M/S Sanna såldes.